# Area archeologica dell'Incoronata
L'area archeologica dell'Incoronata è un sito archeologico situato in territorio di Pisticci (MT), in località San Teodoro.
È un'area collinare sulla riva destra del Basento interessata da scavi archeologici che hanno portato alla luce i resti di un villaggio enotrio risalente al IX secolo a.C. e di uno greco di fase successiva (VII sec. a.C.) costruito sopra il precedente villaggio.
L'Incoronata ebbe un ruolo di rilievo come emporio ed entrò nell'orbita di Siris. Sia il villaggio che l'emporio furono distrutti tra il 640 a.C. e il 630 a.C. a causa delle rivalità tra Metaponto e Siris. 
Dopo la distruzione del sito dell'Incoronata, gli Achei fondarono una colonia a Metaponto come avamposto contro Taranto e successivamente crearono una serie di fattorie nell'interno per controllare il territorio adiacente agli insediamenti Enotri.

## Storia degli scavi archeologici
Il sito fu scoperto nel 1970 dal Sovrintendente Archeologico della Basilicata Dinu Adamesteanu che effettuò le prime indagini nei due anni successivi. Gli scavi furono intrapresi sulla collina della cosiddetta "Incoronata greca" dal maggio 1974 da una squadra dell'Università di Milano guidata dal prof. Piero Orlandini e durarono quasi ininterrottamente fino al 1996. Durante queste ricerche, Adamesteanu invitò un team dell'Università di Austin (Texas), guidato da Joseph Coleman Carter, ad avviare nuovi scavi nel 1977 e nel 1978 sullo sperone sud-orientale del stesso sito.
Una squadra dell'Università di Rennes 2, guidata dal prof. Mario Denti, ha ripreso le indagini nel 2002 ed opera ancora oggi nell'area archeologica dell'Incoronata.

## Sito archeologico e reperti

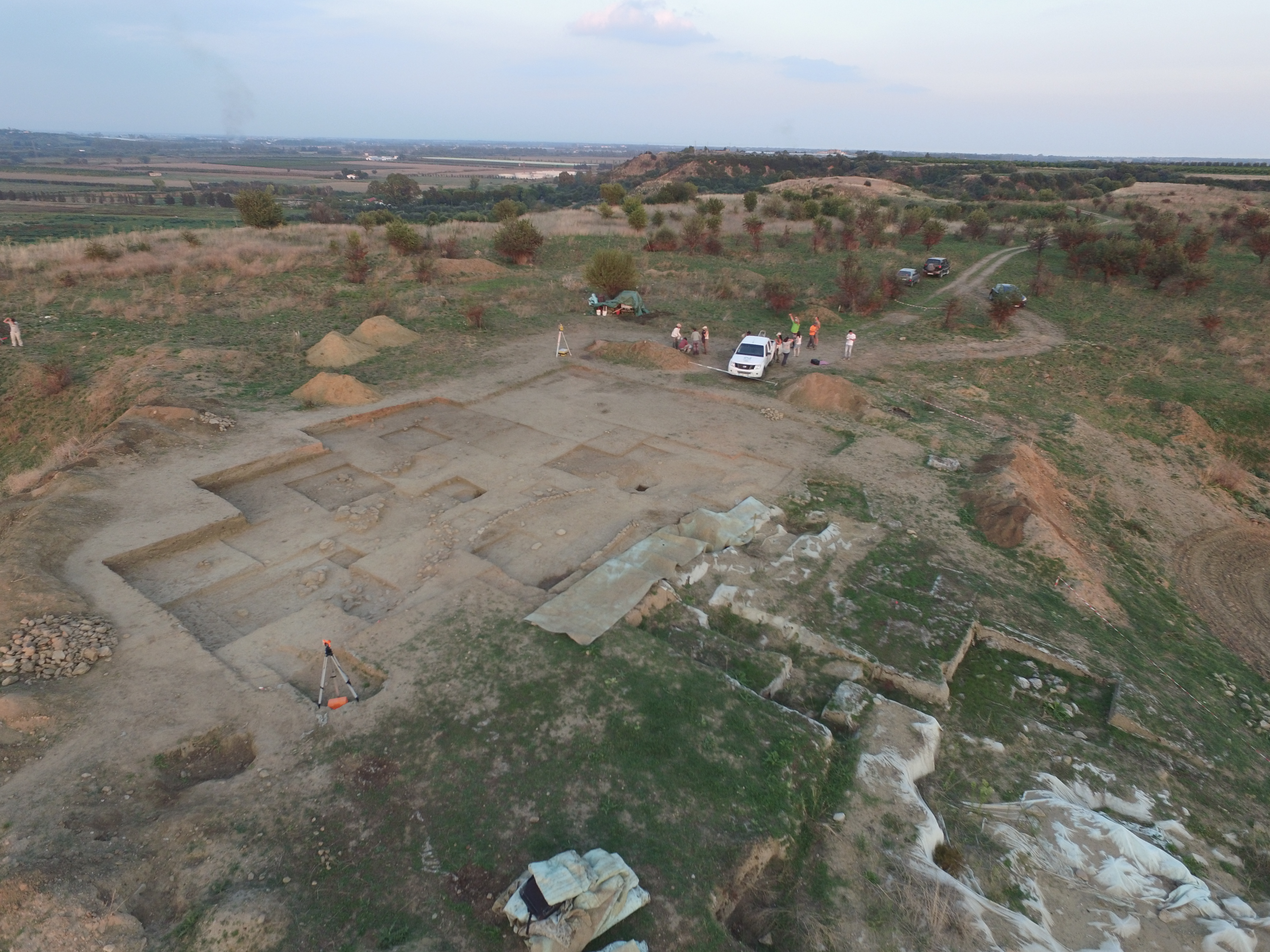
Foto scattata dal drone sul sito archeologico dell'Incoronata, sul settore in corso di scavo da parte dell'Università Rennes 2

Sono ora visitabili i resti della cittadina, mentre gli oggetti e i vari reperti rinvenuti nei dintorni sono esposti al Museo Archeologico Nazionale di Metaponto, a cui compete l'organizzazione delle visite dell'area dell'Incoronata. In tale museo è conservato, tra l'altro, il noto Perirrhanterion dell'Incoronata, un monumentale bacino lustrale risalente al VII sec. a.C. e presumibilmente utilizzato per i riti purificatori con l'acqua. Si tratta certamente di un oggetto di produzione locale, dal momento che nel sito di ritrovamento sono emerse anche le matrici usate per le decorazioni a rilievo. Le vicende e le figure mitologiche raffigurate sul corpo del vaso fanno esplicito riferimento ad esempi di forza, arguzia e audacia che svolgono un valore pedagogico e formativo per l'educazione di un giovane di rango.